# Ліквідація козацтва на Правобережній Україні (1699)
Ліквідація козацтва на Правобережній Україні — реформа уряду Речі Посполитої, проведена у 1713, яка скасовувала полковий устрій у Правобережній Україні.

## Передумови
За часів Руїни територія Правобережжя знелюдила. Для відновлення економіки краю та захисту від османського нападу Річ Посполита у 1685 р. приймає рішення про відновлення козацтва на Правобережній Україні.
Але вже через 14 років, у січні 1699 в Карловиці було підписано мирний договір між Річчю Посполитою і Османською імперією. Річ Посполита здобула назад Поділля з Кам'янцем, Османська імперія зреклася своїх претензій на Україну. Перед Річчю Посполитою на Правобережній Україні відкривалися привабливі перспективи. Шляхта Речі Посполитою посунула на Поділля, Брацлавщину і південну Київщину. На Поділлі відразу були відновлені старі порядки Речі Посполитої.
Після зменшення османської загрози влада Речі Посполитої вже не була зацікавлена у підтриманні козацького устрою, тому у 1699 р. було прийнято рішення про ліквідацію козацтва на Правобережній Україні.

## Рішення та подальші події
У червні 1699 р. Варшавський сейм ухвалив постанову про ліквідацію козацьких полків у Київському та Брацлавському воєводствах. Розпуск козацького війська мав відбутися протягом двох тижнів. Це рішення мотивувалося тим, що після припинення війни з Османською імперією відпала потреба утримувати козацькі полки на Правобережжі.
Виконуючи рішення сейму, коронний гетьман 20 серпня 1699 р. звернувся до наказного гетьмана Самуїла Самуся, а також полковників Семена Палія, Захара Іскри й Андрія Абазина з універсалом, в якому вимагав розпустити козацькі полки. Разом з тим він оголосив про відрядження на Правобережжя війська Речі Посполитої, яке примусить їх підкоритися Речі Посполитій. Для цього було послано кілька десятків кінних хоругов Речі Посполитої і піші полки. Шляхта Речі Посполитої рушила на «Паліївщину».
Палій та інші козацькі керівники не скорилися ухвалі сейму.
Коронні війська посилили гарнізон міста-фортеці Немирова, а також захопили міста Бар, Вінницю, Брацлав, примусивши козацькі сотні відступити. На Поділля у свої маєтки поверталася шляхта і запроваджувала панщину.
Селяни й козаки, а також міське населення готувалися всіма силами захищати Правобережну Україну від польської агресії. У відповідь на вимогу залишити Фастів Семен Палій рішуче заявив, що він «поселився на вільній Україні, і Речі Посполитій немає ніяких справ до цієї області; лише він один має право в ній розпоряджатися як справжній козак і гетьман козацького народу».
Восени 1699 р. на Правобережжі склалося досить напружене становище, бо на Київщині в районі Білої Церкви, Черняхова, Бородянки та інших міст на зимові квартири розмістилося 12-тисячне військо Речі Посполитої, яке загрожувало наступом на Фастів. Семен Палій зібрав свій полк і привів його у бойову готовність. Протягом зими відбувалися постійні сутички невеликих загонів з обох боків. Розраховуючи на можливу зміну міжнародної ситуації, ватажки козацьких полків збирали нові сили й одночасно вдавалися до переговорів з коронним гетьманом і регіментарями польсько-шляхетських військ, щоб відтягти час рішучих дій.
Козаки подали протест, але сейм його відкинув. Новий король Речі Посполитої Август II (1696 — 1733 рр.) після річного вагання надіслав вимогу сейму розпустити козаків, а землю передати шляхті і виїхати з краю. На Правобережжя посунула шляхта з військовими загонами.
1700 р. розпочалася Північна війна, в якій взяла участь і Річ Посполита. Щоб розрядити напруженість у відносинах з Річчю Посполитою, Семен Палій на прохання уряду Речі Посполитої послав для участі у війні з Швецією загін кінноти й піхоти.
Скориставшись деяким ослабленням Фастівського полку, коронний гетьман восени 1700 р. відрядив у похід на Фастів 4-тисячне військо. До Фастова зібралися козацькі сотні, а також населення з багатьох міст і сіл Волині та Київщини. Вони зміцнили фортецю й підготувалися до її оборони. Під Фастовом стався бій, в якому польсько-шляхетське військо зазнало поразки й змушене було відступити на Волинь. В руках Палія фактично опинилися Київське і Брацлавське воєводства.
Перемога сприяла активізації визвольного руху на Правобережжі. У квітні 1701 р. польський гетьман Ф. Потоцький в універсалі до шляхетських сеймиків з тривогою повідомляв, що «козацький полковник Палій намагається йти слідами Хмельницького, який запалив факел селянської війни».
Король Авґуст II 25 січня 1702 р. офіційно і особисто звертається до Палія з наказом виконати сеймову конституцію 1699 р. Палій енергійно готується до дальшої боротьби з Річчю Посполитою. Він гуртує навколо себе всі правобережні козацькі сили, шукає допомоги на Лівобережжі і підтримує зносини з Запоріжжям, яке обіцяє йому підтримку. Він об'єднує всі антипольські сили в Україні.
Подальша ескалація конфлікту призвела до початку повстання Палія, що тривало з 1702 р. по 1704 р. (в матеріалах що подаються МОН на НМТ ліквідація козацтва на правобережжі відбулася 1713 року)